# 李光縉
李光縉（16世紀—17世紀），字宗謙，號衷一，福建泉州府晉江縣人，明朝儒學學者。

## 生平
李光縉是嘉靖七年舉人、惠州府推官李仁的兒子，跟隨蘇浚學習，對方說：「他某天終成大器。」萬曆十三年（1585年）乙酉科福建鄉試解元，卻未有謁選，潛心研究四書五經，鄉試正考官黃洪憲之子黃承玄巡撫福建，他不曾謁見，到參與編纂《泉州府志》，同僚打算為其父親立傳，他推辭：「馬（司馬遷）、班（班固）著書，談（司馬談）、彪（班彪）止附自序；淳父（范祖禹）載筆，景仁（范鎮）留待後時。先人誠令德，無以小子故，使人猜有阿私。」人們都佩服其遠見，七十五歲去世，著有《景壁集》、《四書要旨》等書，人稱衷一先生，入祀縣內學宮。

## 引用
1. 1 2  道光《晉江縣志·卷三十八·人物志·名臣之二》：李光縉，字宗謙，戶部主事仁之子。師事蘇浚，浚深器之，謂：異日必成大儒。萬厯乙酉鄉薦第一。日研經史，潛心大業，取四書易傳玩索討論而手筆之。座師黃懋忠之子開府閩中，足未嘗至其門。徵修郡志，同事欲立其父傳，固辭曰：「馬、班著書，談、彪止附自序；淳父載筆，景仁留待後時。先人誠令德，無以小子故，使人猜有阿私。」眾服其卓識。著作甚多，尤喜序述忠義節烈事。其文悉嘔心而出，不輕下一語。卒年七十有五。學者稱為衷一先生，郡人請祀於學宮。所著《景壁集》、《四書要旨》諸書數十卷。